# Pilea affinis
Pilea affinis är en nässelväxtart som beskrevs av Julius Sterling Morton. Pilea affinis ingår i släktet pileor, och familjen nässelväxter. Inga underarter finns listade i Catalogue of Life.